# Emese Béla
Emese Béla (ur. 27 listopada 1958) – węgierska lekkoatletka, specjalistka skoku wzwyż.
Zajęła 6. miejsce w skoku wzwyż na halowych mistrzostwach Europy w 1981 w Grenoble. Na kolejnych halowych mistrzostwach Europy w 1982 w Mediolanie zajęła 14. miejsce. Była 9. na mistrzostwach Europy w 1982 w Atenach oraz 4. w tej konkurencji na halowych mistrzostwach Europy w 1983 w Budapeszcie. Odpadła w kwalifikacjach na mistrzostwach świata w 1983 w Helsinkach.
Była mistrzynią Węgier w skoku wzwyż w 1981 i 1983, a także halową mistrzynią swego kraju w skoku wzwyż również w 1981 i 1983.
Jej rekord życiowy na otwartym stadionie wynosił 1,93 m (ustanowiony 7 sierpnia 1983 w Debreczynie). a w hali 1,91 m (12 lutego 1983 w Budapeszcie).